# Turó de Modolell
El turó de Modolell, de 108 msnm, es troba a l'emplaçament de l'escola els Arcs, prop de la cruïlla dels carrers de Copèrnic i de Vallmajor, al barri de Sant Gervasi-Galvany de Barcelona.
Juntament amb els de Monterols (127 msnm), Putxet (183 msnm), la Creueta del Coll (245 msnm), el Carmel (266 msnm), la Rovira (262 msnm) i la Peira (138 msnm), és considerat com a un dels «set turons de Barcelona», xifra presa per imitació dels set turons de Roma. D'aquests, els de la Creueta del Coll, el Carmel i la Rovira conformen el parc dels Tres Turons.

## Geologia
Com els altres turons, el de Modolell està format essencialment per roques metamòrfiques (esquists i pissarres) de Paleozoic. El subsòl és de granit format per l'orogènesi varisca de fa 300 milions d'anys.